# Simulium olonicum
Simulium olonicum är en tvåvingeart som först beskrevs av Usova 1961.  Simulium olonicum ingår i släktet Simulium och familjen knott. Det är osäkert om arten förekommer i Sverige. Inga underarter finns listade i Catalogue of Life.